# محور سمالوط
جسر سمالوط الواقع على نهر النيل (أو محور كوبري سمالوط) هو جسر في مدينة سمالوط، المنيا ويربط غرب النيل بشرق النيل.

## المواصفات
يبلغ طوله 24 كم وعرضه 21 متر وتبلغ تكلفته الإجمالية 1.4 مليار جنيه ويربط الطريق الصحراوي الشرقي «القاهرة – أسوان» حتى الطريق الصحراوي الغربي «القاهرة- أسوان» مرورًا بنهر النيل والطريق الزراعي «القاهرة- أسوان» عند مدينة سمالوط بمحافظة المنيا، بحيث يكون محورًا حرًا ويتكون من كوبري على النيل، وكوبري السكة الحديد، وكوبري فوق ترعة الإبراهيمية، و29 كوبري علويا، 19 نفقا، و2 بربخ، أعمال طرق ومداخل.